# USS Baya (SS-318)
USS Baya (SS/AGSS-318) là một  tàu ngầm lớp Balao từng phục vụ cùng Hải quân Hoa Kỳ trong Chiến tranh Thế giới thứ hai. Nó là chiếc tàu chiến duy nhất của Hải quân Hoa Kỳ được đặt cái tên này, theo tên một loài thuộc họ Cá mú. Nó đã phục vụ trong suốt Thế Chiến II, thực hiện tổng cộng năm chuyến tuần tra, đánh chìm bốn tàu Nhật Bản với tổng tải trọng 8.855 tấn. Được cho ngừng hoạt động sau khi xung đột chấm dứt vào năm 1946, nó được huy động trở lại để tiếp tục phục vụ trong cuộc Chiến tranh Lạnh từ năm 1948 đến năm 1972, và xếp lại lớp như một tàu ngầm thử nghiệm phụ trợ AGSS-318. Con tàu cuối cùng bị bán để tháo dỡ vào năm 1973. Baya được tặng thưởng bốn Ngôi sao Chiến trận do thành tích phục vụ trong Thế Chiến II.

## Thiết kế và chế tạo
Thiết kế của lớp Balao được cải tiến dựa trên  tàu ngầm lớp Gato dẫn trước, là một kiểu tàu ngầm hạm đội có tốc độ trên mặt nước cao, tầm hoạt động xa và vũ khí mạnh để tháp tùng hạm đội chiến trận. Khác biệt chính so với lớp Gato là ở cấu trúc lườn chịu áp lực bên trong dày hơn, và sử dụng thép có độ đàn hồi cao (HTS: High-Tensile Steel), cho phép lặn sâu hơn đến 400 ft (120 m). Con tàu dài 311 ft 9 in (95,02 m) và có trọng lượng choán nước 1.526 tấn Anh (1.550 t) khi nổi và 2.424 tấn Anh (2.463 t) khi lặn. Chúng trang bị động cơ diesel dẫn động máy phát điện để cung cấp điện năng cho bốn động cơ điện, đạt được công suất 5.400 shp (4.000 kW) khi nổi và 2.740 shp (2.040 kW) khi lặn, cho phép đạt tốc độ tối đa 20,25 hải lý trên giờ (37,50 km/h) và 8,75 hải lý trên giờ (16,21 km/h) tương ứng. Tầm xa hoạt động là 11.000 hải lý (20.000 km) khi đi trên mặt nước ở tốc độ 10 hải lý trên giờ (19 km/h) và có thể hoạt động kéo dài đến 75 ngày.
Tương tự như lớp Gato dẫn trước, lớp Balao được trang bị mười ống phóng ngư lôi 21 in (530 mm), gồm sáu ống trước mũi và bốn ống phía phía đuôi tàu, chúng mang theo tối đa 24 quả ngư lôi. Vũ khí trên boong tàu gồm một hải pháo 4 inch/50 caliber, một khẩu pháo phòng không Bofors 40 mm nòng đơn và một khẩu đội Oerlikon 20 mm nòng đôi, kèm theo hai súng máy .50 caliber. Trên tháp chỉ huy, ngoài hai kính tiềm vọng, nó còn trang bị ăn-ten radar SD phòng không và SJ dò tìm mặt biển. Tiện nghi cho thủy thủ đoàn bao gồm điều hòa không khí, thực phẩm trữ lạnh, máy lọc nước, máy giặt và giường ngủ cho hầu hết mọi người, giúp họ chịu đựng cái nóng nhiệt đới tại Thái Bình Dương cùng những chuyến tuần tra kéo dài đến hai tháng rưỡi.
Baya được đặt lườn tại xưởng tàu của hãng Electric Boat Company ở Groton, Connecticut vào ngày 8 tháng 4, 1943.
Nó được hạ thủy vào ngày 2 tháng 1, 1944, được đỡ đầu bởi phu nhân của Charles C. Kirkpatrick, và được cho nhập biên chế cùng Hải quân Hoa Kỳ vào ngày 20 tháng 5, 1944 dưới quyền chỉ huy của Hạm trưởng, Thiếu tá Hải quân Arnold Henry Holtz.

## Lịch sử hoạt động

### 1944
Sau khi hoàn tất việc chạy thử máy huấn luyện tại các vùng biển ngoài khơi New England, Baya chuẩn bị để được điều động sang khu vực Mặt trận Thái Bình Dương. Nó khởi hành từ Căn cứ Tàu ngầm Hải quân New London vào ngày 25 tháng 6, 1944 băng qua kênh đào Panama và đi đến Trân Châu Cảng thuộc quần đảo Hawaii, nơi nó được sửa chữa và tiếp tục huấn luyện.

#### Chuyến tuần tra thứ nhất
Khởi hành từ Trân Châu Cảng vào ngày 23 tháng 8 cho chuyến tuần tra đầu tiên, Baya hoạt động trong thành phần một đội tấn công phối hợp "Bầy sói" vốn bao gồm các tàu ngầm chị em Becuna (SS-319) và Hawkbill (SS-366). Sau một chặng dừng ngắn tại Saipan thuộc quần đảo Mariana để tiếp thêm nhiên liệu, "Bầy sói" đi đến khu vực quần đảo Palau để gia nhập cùng hai đội tấn công phối hợp khác, có nhiệm vụ thu thập tin tức tình báo hỗ trợ cho cuộc đổ bộ của lực lượng Đồng Minh lên Palau. Họ phải chống chọi với thời tiết xáu mà không bắt gặp mục tiêu nào.
Đang khi tuần tra tại khu vực eo biển Luzon vào đêm 25 tháng 9, Baya phải lặn xuống để né tránh bị máy bay tuần tra đối phương phát hiện. Khi nó trồi lên mặt nước 30 phút sau đó, một cơn sóng lớn bất ngờ quét qua đuôi tàu, cuốn hai sĩ quan và một hạ sĩ quan rơi xuống biển, và lầm ngập nước con tàu qua cửa hầm tháp chỉ huy. Chiếc tàu ngầm chìm xuống độ sâu 45 foot (14 m) trước khi nắp hầm đóng lại được, kiểm soát được độ sâu rồi trồi lên mặt biển và cứu vớt những người bị sóng cuốn. Nó tiến hành sửa chữa khẩn cấp trước khi tiếp tục chuyến tuần tra.
Trong biển Đông vào ngày 7 tháng 10, Baya phát hiện qua radar một tàu buôn được hai tàu hộ tống bảo vệ. Hawkbill và Baya đều biết về sự hiện diện của đồng đội trong khu vực nhưng không biết rằng cả hai đang tấn công cùng một mục tiêu. Loạt ngư lôi đầu tiên do Hawkbill phóng ra bị trượt, nhưng Baya đã đánh trúng hai quả vào chiếc tàu chở hành khách Kinugasa Maru (8.407 tấn). Sau đó Hawkbill cũng đánh trúng được hai quả ngư lôi vào đối thủ, khiến mục tiêu nổ tung và đắm tại tọa độ 14°30′B 115°48′Đ / 14,5°B 115,8°Đ. Baya rời khu vực biển Đông hai ngày sau đó để quay trở về căn cứ tại Fremantle, Australia, đến nơi vào ngày 22 tháng 10.

#### Chuyến tuần tra thứ hai
Sau một đợt tái trang bị và huấn luyện ôn tập ngắn, Baya lên đường cho chuyến tuần tra thứ hai tại khu vực biển Đông, trong thành phần một đội "Bầy sói" bao gồm các tàu ngầm Cavalla (SS-244) và Hoe (SS-258). Từ ngày 8 đến ngày 10 tháng 12, trong bốn dịp khác nhau, nó đụng độ với ba tau khu trục và một tàu bệnh viện, nhưng đều không thể đi đến vị trí tấn công thuận tiện hay phải tôn trọng quy ước quốc tế. Sau đó nó hoạt động canh phòng ngoài khơi đảo Mindoro từ ngày 14 đến ngày 25 tháng 12, rồi đang khi di chuyển về phía Tây vào ngày 27 tháng 12, nó phát hiện hai tàu tuần dương hạng nặng cùng bốn tàu khu trục đang rút lui khỏi quần đảo Philippine. Nó phóng một loạt sáu quả ngư lôi nhắm vào chiếc  tàu tuần dương đi đầu, nhưng bị trượt. Chiếc tàu ngầm rút lui về Fremantle vào ngày 12 tháng 1, 1945, nơi nó được tái trang bị và bảo trì cặp bên mạn tàu tiếp liệu tàu ngầm Anthedon (AS-24).

### 1945

#### Chuyến tuần tra thứ ba
Lên đường vào ngày 19 tháng 2, 1945 cho chuyến tuần tra thứ ba, Baya cùng với tàu ngầm chị em Hammerhead (SS-364) đi đến khu vực tuần tra ngoài khơi mũi Varella tại Đông Dương thuộc Pháp. Họ không tìm thấy mục tiêu phù hợp mãi cho đến ngày 4 tháng 3, khi nó phát hiện qua radar một đoàn tàu vận tải bao gồm một tàu chở dầu, một tàu buôn và ba tàu hộ tống. Trong loạt sáu quả ngư lôi nó phóng ra, hai quả đã đánh trúng tàu chở dầu Palembang Maru (5.236 tấn) khiến mục tiêu nổ tung và đắm nhanh chóng tại tọa độ 12°52′B 109°30′Đ / 12,867°B 109,5°Đ. Hai quả ngư lôi khác cũng đã đánh trúng chiếc tàu buôn, nhưng nó không thể xác định kết quả vì phải lặn xuống né tránh sự phản công từ các tàu hộ tống.
Trên đường hướng đến khu vực vịnh Cam Ranh vào ngày 20 tháng 3, Baya bắt gặp một con tàu đơn độc đang rời vịnh Phan Rang, và đến nữa đêm đã phóng ba quả ngư lôi đánh chìm chiếc tàu rải lưới Kainan Maru (524 tấn). Đến sáng hôm sau, nó lại phóng một loạt bốn quả ngư lôi phía đuôi nhắm vào một đoàn hai tàu hộ tống và một tàu săn ngầm. Tuy nhiên tất cả đều trượt và chiếc tàu ngầm phải lặn khẩn cấp để né tránh phản công quyết liệt bằng mìn sâu từ các tàu đối phương. Chiếc tàu ngầm kết thúc chuyến tuần tra khi quay trở về căn cứ tại vịnh Subic, Philippines vừa mới được giải phóng, đến nơi vào ngày 27 tháng 3, và được tái trang bị và bảo trì cặp bên mạn tàu tiếp liệu tàu ngầm Howard W. Gilmore (AS-16).

#### Chuyến tuần tra thứ tư
Cùng với Cavalla lên đường vào ngày 20 tháng 4 cho chuyến tuần tra thứ tư ngoài khơi vịnh Cam Ranh, Baya đồng thời đảm nhiệm việc tìm kiếm và giải cứu hỗ trợ cho hoạt động không kích của tàu sân bay xuống Sài Gòn, Đông Dương thuộc Pháp. Đến ngày 2 tháng 5, nó gia nhập cùng tàu ngầm chị em Lagarto (SS-371) trong vịnh Thái Lan về phía Bắc Singapore, và vào đêm hôm đó bắt đầu theo dõi hai tàu chở dầu được hai tàu hộ tống bảo vệ. Các quả ngư lôi phóng ra đều bị trượt, và cuộc truy đuổi của một tàu rải mìn hộ tống cũng không có kết quả. Sang ngày hôm sau nó phối hợp với Lagarto để tiếp tục tấn công đoàn tàu, nhưng đối phương cảnh giác cao độ nên Baya không có cơ hội tiếp cận để tấn công, còn Lagarto hoàn toàn mất liên lạc do bị tàu rải mìn Hatsutaka đánh chìm bằng mìn sâu trong ngày hôm đó.
Chuyển sang tuần tra tại vùng biển Java, Baya tấn công một đoàn ba tàu buôn đang hướng đến Palembang ngoài khơi Rembang vào ngày 13 tháng 5. Loạt sáu quả ngư lôi phóng ra nhắm vào một tàu chở dầu đã trúng đích ba quả, khiến Yosei Maru (khoảng 2.500 tấn) bị đắm sau đó. Nó tiếp tục tấn công một tàu hộ tống và một tàu chở hàng khác trước khi lặn xuống để né tránh phản công của tàu hộ tống đối phương. Chiếc tàu ngầm quay trở về Fremantle năm ngày sau đó để được tái trang bị cặp bên mạn tàu tiếp liệu khu trục Clytie (AS-26).

#### Chuyến tuần tra thứ năm
Một tai nạn hỏa hoạn nhỏ tại phòng vận hành đã làm trì hoãn chuyến tuần tra tiếp theo, và sau khi được sửa chữa, Baya lên đường vào ngày 20 tháng 6 cho chuyến tuần tra thứ năm, cũng là chuyến cuối cùng. Thoạt tiên nó hoạt động về phía Nam mũi Selantan ở cực Nam đảo Kalimantan để hỗ trợ cho việc đổ bộ lực lượng Đồng Minh lên Balikpapan, Borneo. Vào ngày 27 tháng 6, nó đánh chặn một tàu rải mìn đối phương nhưng các quả ngư lôi phóng ra đều bị trượt. Sau đó trong các ngày 29 và 30 tháng 6, nó phối hợp với tàu ngầm chị em Capitaine (SS-336) tấn công năm tàu nhỏ bằng hải pháo, nhưng hỏa lực đáp trả của đối phương khá ác liệt nên họ từ bỏ ý định tấn công.
Trong nữa đầu tháng 7, Baya phục vụ tìm kiếm và giải cứu trong biển Java hỗ trợ cho hoạt động không kích, rồi tiếp tục hoạt động tuần tra tại cùng khu vực. Vào ngày 16 tháng 7, nó phóng hai quả ngư lôi đánh chìm tàu phóng lôi Kari (khoảng 500 tấn) thuộc lớp Ōtori, khi đối phương đang trên đường từ Surabaya đến Ambon. Sau khi tấn công một tàu tuần tra đối phương bằng hải pháo không có kết quả, nó được lệnh quay trở về căn cứ vào ngày 26 tháng 7, về đến vịnh Subic]], Philippines năm ngày sau đó, nơi nó được bảo trì cặp bên mạn tàu tiếp liệu khu trục Anthedon (AS-24). Con tàu vẫn còn ở lại vịnh Subic khi Nhật Bản chấp nhận đầu hàng vào ngày 15 tháng 8, giúp chấm dứt vĩnh viễn cuộc xung đột.
Rời vịnh Subic vào ngày 4 tháng 9 để quay trở về Hoa Kỳ, Baya về đến San Francisco, California vào ngày 24 tháng 9. Nó được đại tu để chuẩn bị ngừng hoạt động, rồi được cho xuất biên chế tại Xưởng hải quân Mare Island vào ngày 14 tháng 5, 1946, và được đưa về Hạm đội Dự bị Thái Bình Dương.

### 1948 - 1972

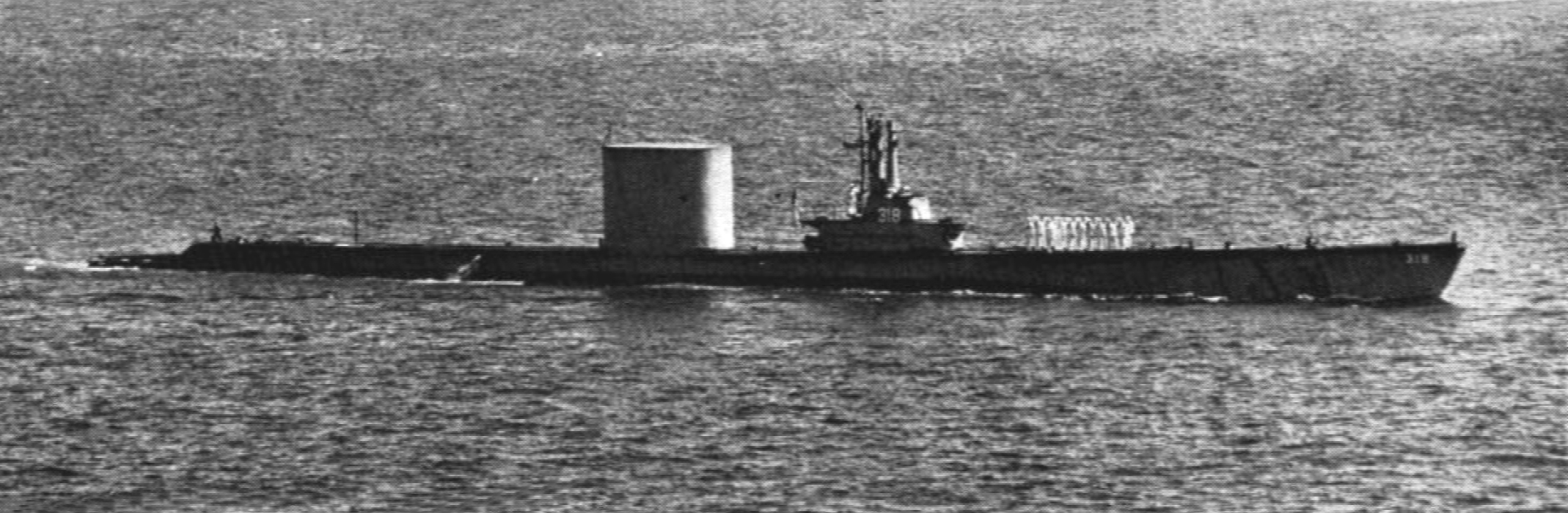
USS Baya vào năm 1957, với thiết bị sonar lắp trên sàn phía sau

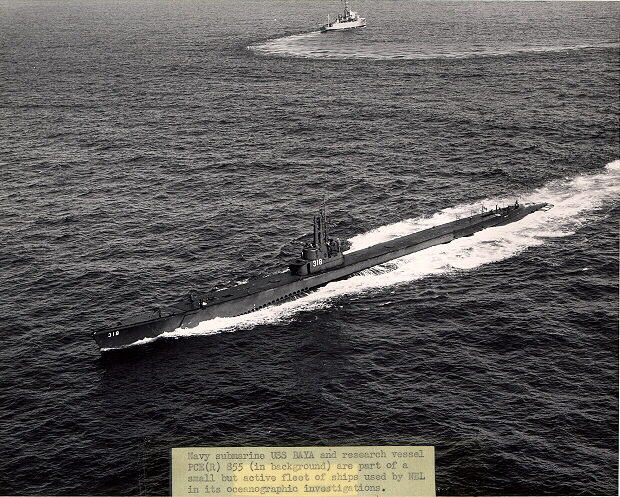
USS Baya đang làm nhiệm vụ cùng Phòng thí nghiệm Điện tử Hải quân; tàu nghiên cứu có mặt ở góc trên bức ảnh.

Được cho nhập biên chế trở lại vào ngày 10 tháng 2, 1948 dưới quyền chỉ huy của Hạm trưởng, Trung tá Hải quân John D. Mason, Baya được cải biến thành một tàu ngầm thử nghiệm điện tử, khi các khoang chứa và nạp ngư lôi được tháo dỡ lấy chỗ cho thiết bị điện tử và nhân sự vận hành; nó được xếp lại lớp như một "tàu ngầm nghiên cứu phụ trợ" với ký hiệu lườn mới AGSS-318 vào ngày 12 tháng 8, 1949. Con tàu tiến hành những thử nghiệm cho Phòng thí nghiệm Điện tử Hải quân (NEL: Naval Electronics Laboratory) tại San Diego, California, tham gia các hoạt động tại chỗ gần San Diego, và phục vụ cùng Lực lượng Đặc nhiệm Hỗn hợp Hoa Kỳ-Canada để thu thập dữ liệu khoa học ngoài khơi phía Tây Canada trong tháng 11 và tháng 12, 1948. Nó lại thực hiện một chuyến đi lên vùng Bắc Cực từ tháng 7 đến tháng 9, 1949 để thu thập dữ liệu khoa học tại các vùng biển Bering và Chukotka. Từ tháng 7 đến tháng 10, 1955, chiếc tàu ngầm lại được phái đến khu vực quần đảo Hawaii để tiếp tục thử nghiệm nghiên cứu.
Baya từng được sử dụng làm nền tảng thử nghiệm hai mảng biến năng sonar thế hệ đầu, khiến con tàu thay đổi đáng kể dáng vẽ bên ngoài. Mảng thứ nhất gồm 196 cảm biến sắp xếp theo mảng 14×14 đặt trên bệ pháo cũ phía sau tháp chỉ huy, hướng sang mạn phải và được bao bọc giống như một tháp chỉ huy thứ hai. Sau khi hoàn tất việc thử nghiệm, con tàu được tái cấu trúc toàn bộ vào giai đoạn 1958-1959 để thử nghiệm mảng sonar thứ hai có tên LORAD (LOng RAnge Detection). Các ống phóng ngư lôi phía mũi được tháo dỡ, thay bằng một mũi tù chứa mảng cảm biến hướng ra phía trước, và con tàu được kéo dài thêm một đoạn 23 foot (7,0 m) giữa phòng ngư lôi phía phía và ngăn ắc quy phía trước, lấy chỗ nghỉ và làm việc cho 12 nhà khoa học. Những cải biến này đã khiến con tàu có chiều dài chung 330 foot (100 m) và trọng lượng choán nước khi lặn tăng lên khoảng 2.600 tấn. Tốc độ tối đa bị giảm còn 10,5 hải lý trên giờ (19 km/h).
Baya được cho xuất biên chế và rút tên khỏi danh sách Đăng bạ Hải quân vào ngày 30 tháng 10, 1972. Con tàu cuối cùng bị bán cho hãng National Metal and Steel Corp. tại Terminal Island, California để tháo dỡ vào ngày 12 tháng 10, 1973.

## Phần thưởng
Baya được tặng thưởng bốn Ngôi sao Chiến trận do thành tích phục vụ trong Thế Chiến II. Nó được ghi công đã đánh chìm bốn tàu Nhật Bản với tổng tải trọng 8.855 tấn.
|  |                                                       |  |
|  | Bronze star · Bronze star · Bronze star · Bronze star |  |

| Dãi băng Hoạt động Tác chiến  |                                                                         |                                      |
| Huân chương Chiến dịch Hoa Kỳ | Huân chương Chiến dịch Châu Á-Thái Bình Dương với 4 Ngôi sao Chiến trận | Huân chương Chiến thắng Thế Chiến II |